# Laurine Lecavelier
Laurine Lecavelier (Enghien-les-Bains, Francia; 26 de abril de 1996) es una patinadora artística sobre hielo francesa. Ganadora del Campeonato nacional de Francia de 2017 y medallista de plata en 2018.

## Carrera
Nació en Enghien-les-Bains, Francia en abril de 1996. Es una estudiante de sociología. Comenzó a patinar en el año 2001 y su primera entrenadora fue Katia Lemaire.
En el año 2011 tuvo su debut en las pruebas de Grand Prix Júnior. Finalizó en el lugar 13 en su primer evento internacional, el Campeonato del Mundo Júnior de 2013. Ganó la medalla de plata en el Campeonato de Francia y fue enviada al Campeonato Europeo de 2014 en Budapest, donde terminó con el lugar 13. Su primer debut en la prueba de Grand Prix en nivel sénior fue en el Trofeo Éric Bompard, donde logró el lugar número 11. De nuevo fue medallista de plata en el campeonato de su país y obtuvo la décima plaza en el Campeonato Europeo de 2015 en Estocolmo. Ganó la medalla de bronce en la Copa de Niza de 2015 y obtuvo el lugar 12 en el programa corto del Trofeo Éric Bompard del mismo año, los eventos del programa libre fueron cancelados por los ataques de noviembre de 2015 en París. Finalizó en el décimo lugar del Campeonato Europeo de 2016 y ganó la plata en la Copa de Tyrol en Austria.  En enero de 2017 obtuvo el quinto lugar en el Campeonato Europeo en Ostrava. Es parte del equipo nacional para competir en el Campeonato Europeo de 2019.

### Programas
|           | Programa corto                                                 | Programa libre                                                            | Exhibición                                                                |
| --------- | -------------------------------------------------------------- | ------------------------------------------------------------------------- | ------------------------------------------------------------------------- |
| 2017-2018 | Shining Silver Skies de Ashram                                 | My Heart Belongs to Daddy de Marilyn Monroe                               | You're the One That I Want de John Farrar (coreografía de Fabian Bourzat) |
| 2016-2017 | Experience de Ludovico Einaudi (coreografía de Fabian Bourzat) | You're the One That I Want de John Farrar (coreografía de Fabian Bourzat) | You Lost Me de Christina Aguilera                                         |
| 2015-2016 | I Know You banda sonora de 50 sombras de Grey                  | Mambo Swing de Big Bad Voodoo Daddy                                       |                                                                           |

### Resultados detallados
- Mejores marcas personales aparecen en negrita

| Temporada 2018-2019        |                                                              |                |                |           |
| Fecha                      | Evento                                                       | Programa corto | Programa libre | Total     |
| 18–24 de marzo de 2019     | Campeonato Mundial de Patinaje Artístico sobre Hielo de 2019 | 19 56.81       | 15 113.78      | 15 170.59 |
| 21–27 de enero de 2019     | Campeonato Europeo de Patinaje Artístico sobre Hielo de 2019 | 6 63.29        | 6 116.76       | 5 180.05  |
| 13–15 de diciembre de 2018 | Campeonato Nacional de Francia 2018                          | 2 60.24        | 2 117.30       | 2 177.54  |
| 23–25 de noviembre de 2018 | Internationaux de France 2018                                | 11 51.66       | 9 105.58       | 9 157.24  |
| 11–18 de noviembre de 2018 | Memorial Inge Solar – Trofeo Alpen 2018                      | 5 56.12        | 4 106.66       | 5 162.78  |
| 19–21 de octubre de 2018   | Skate America 2018                                           | 7 59.57        | 5 112.84       | 5 172.41  |